# Kotlina Śremska
Kotlina Śremska (315.64) – mezoregion fizycznogeograficzny w środkowo-zachodniej Polsce, stanowiący wschodnią część Pradoliny Warciańsko-Odrzańskiej. Region graniczy od północy z Równiną Wrzesińską i Poznańskim Przełomem Warty, od zachodu z Pojezierzem Poznańskim i Doliną Środkowej Obry, od południa z Równiną Kościańską, Pojezierzem Krzywińskim i Wałem Żerkowskim a od wschodu z Doliną Konińską (stykowo również z Równiną Rychwalską). Kotlina Śremska leży w całości na obszarze woj. wielkopolskiego.
Mezoregion obejmuje dolinę Warty pomiędzy ujściem Prosny a ujściem Kanału Mosińskiego. Dolina ma kierunek równoleżnikowy aż po Śrem, gdzie gwałtownie skręca o 90° na północ, przyjmując kierunek południkowy; tu rzeka przechodzi w przełom poznański. W Kotlinie Śremskiej, oprócz zalewanego dna doliny, występują także wyższe, zalesione tarasy piaszczyste oraz pola uprawne.
Głównym ośrodkiem miejskim regionu jest Śrem, na pograniczu leżą Mosina i Książ Wielkopolski. Ważniejsze wsie w Kotlinie Śremskiej to Nowe Miasto nad Wartą i Krzykosy.